# Adolph Baller
Adolph Baller (Brody (Galítsia oriental, a l'actual Ucraïna), 30 de juliol, 1909 - Palo Alto (California), 23 de gener, 1994), va ser un pianista austro-americà que va interpretar música clàssica i romàntica. Va actuar amb Yehudi Menuhin durant diversos anys, va fer gires internacionals durant dècades amb l'Alma Trio i va ser un professor de piano de renom a Stanford i al Conservatori de Música de San Francisco.

## Joventut
Baller als 8 anys, va anar a Viena per estudiar piano amb un antic alumne de Franz Liszt. Quan tenia 13 anys va fer la seva primera actuació en solitari amb la Filharmònica de Viena, i després va actuar a totes les principals capitals europees.
El març de 1938, els soldats nazis van descobrir que era pianista i jueu. El van arrestar, el van apallissar i li van aixafar les mans. La promesa de Baller, Edith Strauss-Neustadt, va intercedir en nom seu davant del cònsol polonès a Viena i va ajudar a restaurar-li les mans mitjançant un llarg tractament perquè pogués reprendre la seva carrera. La parella va escapar a Budapest, on es van casar abans de venir als Estats Units el 1938.

## Carrera
Mentre Baller treballava com a pianista per a l'emissora de ràdio WQXR a la ciutat de Nova York, va conèixer el violinista Yehudi Menuhin i el violoncel·lista Gabor Rejto. A partir de 1941, els Baller van viure amb la seva filla, Nina, a la finca Alma de Menuhin a Los Gatos, Califòrnia.
Durant diversos anys, Baller va acompanyar Menuhin en actuacions arreu del món i va actuar en concerts de cambra, sent particularment actiu durant la Segona Guerra Mundial amb actuacions per a tropes desplegades a l'estranger.
Sota el patrocini de Yehudi Menuhin, Baller, Gabor Rejto i Roman Totenberg van formar l'Alma Trio entre 1942 i 1943 a la finca Alma de Menuhin a Los Gatos, Califòrnia. El violinista Maurice Wilk es va unir a l'Alma Trio després que Totenberg es jubilés. Després de la mort sobtada de Wilk el 1963, el violinista Andor Toth es va unir a l'Alma Trio i va seguir sent el seu violinista durant els següents 15 anys, abans que el trio acabés les seves gires a mitjans dels anys vuitanta.

## Anys posteriors
Baller va exercir com a membre del professorat a la Universitat Stanford durant més de 30 anys. Entre els seus estudiants més destacats hi havia els pianistes Jerome Rose, William Corbett Jones, Xenia Boodberg Lee i Nohema Fernández.
El 1984, el Music Guild de Stanford va crear un fons de dotació en honor seu, proporcionant beques als estudiants de piano de Stanford.
Baller va morir d'insuficiència renal a casa seva a Palo Alto el 23 de gener de 1994, als 84 anys.